# Pastry
Pastry là một loại bánh bột nhào gồm bột mì, nước và shortening (chất béo rắn, kể cả bơ) có thể là món mặn hoặc ngọt. bánh pastry có đường thường được mô tả là bánh kẹo của thợ làm bánh. Từ "bánh pastry" gợi ý nhiều loại sản phẩm nướng được làm từ các thành phần như bột mì, đường, sữa, bơ, shortening, bột nở và trứng. Bánh tart nhỏ và các sản phẩm nướng ngọt khác được gọi là các loại bánh pastry. Các món bánh pastry thông thường bao gồm bánh nướng, bánh tart, bánh quiche, bánh sừng bò và bánh pasty.
Từ pâtisserie trong tiếng Pháp cũng được sử dụng trong tiếng Anh (có hoặc không có dấu) cho các loại thực phẩm tương tự. Ban đầu, từ pastisserie trong tiếng Pháp dùng để chỉ bất cứ thứ gì, chẳng hạn như bánh thịt, được làm bằng bột (tương (paste), sau này là pâte) và thường không phải là một sản phẩm sang trọng hoặc ngọt ngào. Ý nghĩa này vẫn tồn tại trong thế kỷ 19, mặc dù sau đó thuật ngữ này thường được dùng để chỉ các loại đồ ngọt được trang trí công phu và ngọt ngào hơn được ngụ ý ngày nay.
Pastry cũng có thể đề cập đến bột bánh pastry, mà từ đó các sản phẩm nướng như vậy được tạo ra. Bột bánh pastry được cán mỏng và dùng làm nền cho các sản phẩm nướng.
Bánh pastry được phân biệt với bánh mì bởi có hàm lượng chất béo cao hơn, góp phần tạo nên kết cấu dễ bong hoặc vụn. Một chiếc bánh pastry tốt là nhẹ, thoáng và béo nhưng đủ chắc để nâng đỡ trọng lượng của nhân bánh. Khi làm một chiếc bánh pastry vỏ ngắn, bạn phải cẩn thận trộn đều chất béo và bột mì trước khi thêm bất kỳ chất lỏng nào vào. Điều này đảm bảo rằng các hạt bột được phủ đầy đủ chất béo và ít có khả năng phát triển gluten. Mặt khác, trộn quá kỹ sẽ tạo ra các sợi gluten dài làm dai bánh pastry. Trong các loại bánh pastry khác như bánh pastry Đan Mạch và bánh sừng bò, kết cấu đặc trưng của bánh mì có được bằng cách cán bột nhiều lần tương tự như đối với bánh mì men, phết bơ và gấp lại để tạo ra nhiều lớp mỏng.

## Các loại
Bánh pastry vỏ mỏng
Bánh pastry vỏ mỏng là loại bánh pastry đơn giản và phổ biến nhất. Nó được làm bằng bột mì, chất béo, bơ, muối và nước để kết dính bột. Điều này được sử dụng chủ yếu trong bánh tart. Đây cũng là loại bánh pastry được sử dụng thường xuyên nhất để làm bánh quiche. Quá trình làm bánh pastry bao gồm trộn chất béo và bột mì, thêm nước, và cán mỏng. Chất béo được trộn với bột trước tiên, thường bằng cách chà xát bằng ngón tay hoặc máy xay bánh pastry, điều này sẽ ức chế sự hình thành gluten bằng cách phủ các sợi gluten trong chất béo và kết quả là một chiếc bánh pastry ngắn (như ở dạng vụn; do đó gọi là bánh ngắn). Một loại liên quan là bánh pastry nhân ngọt, còn được gọi là pâte sucrée, trong đó đường và lòng đỏ trứng đã được thêm vào (thay vì nước) để kết dính bánh.
Bánh pastry vảy
Bánh pastry vảy là một loại bánh pastry đơn giản sẽ nở ra khi nấu chín do số lượng lớp. Nó đóng thành một chiếc bánh pastry bơ giòn. "Phồng" có được nhờ các lớp chất béo giống mảnh vụn, thường là bơ hoặc mỡ, tạo ra các lớp nở ra trong nhiệt của lò khi nướng.
Bánh pastry phồng
Bánh pastry phồng có nhiều lớp khiến nó bị nở ra hoặc bị "phồng" khi nướng. Bánh pastry phồng được làm bằng cách sử dụng bột nhào nhiều lớp bao gồm bột mì, bơ, muối và nước. bánh pastry nổi lên do nước và chất béo nở ra khi chúng chuyển thành hơi khi đun nóng. Bánh phồng ra khỏi lò nhẹ, bong và mềm.
Bánh pastry choux
Choux pastry là một loại bánh pastry rất nhẹ thường được phủ đầy kem sữa. Không giống như các loại bánh pastry khác, choux trên thực tế gần giống với bột nhào trước khi được nấu chín, cho phép nó có thể được đóng thành nhiều hình dạng khác nhau như bánh éclair và profiterole. Tên của nó bắt nguồn từ tiếng Pháp choux, có nghĩa là bắp cải, do hình dạng giống như bắp cải thô sau khi nấu chín.
Choux bắt đầu như một hỗn hợp sữa hoặc nước và bơ được đun nóng với nhau cho đến khi bơ tan chảy, bột mì sẽ được thêm vào để tạo thành một loại bột nhào. Trứng sau đó được đánh vào bột để thêm phần phong phú. Tỷ lệ nước cao này làm cho bánh pastry nở ra thành một loại bánh pastry nhẹ, rỗng. Ban đầu, nước trong bột chuyển sang hơi nước trong lò và khiến bánh nổi lên; sau đó tinh bột trong bột sẽ keo lại, do đó làm bánh pastry đông lại. Khi bột choux đã nở ra, nó được lấy ra khỏi lò; Một lỗ được tạo trên đó để thoát hơi nước. Sau đó, bánh được đặt trở lại lò nướng để làm khô và trở nên giòn. bánh pastry có nhiều hương vị khác nhau của kem và thường được phủ một lớp sô cô la. bánh pastry Choux cũng có thể được làm từ các nguyên liệu như pho mát, cá ngừ hoặc gà để dùng làm món khai vị.
Phyllo (Filo)
Phyllo là một loại bột bánh pastry mỏng như giấy, được sử dụng thành nhiều lớp. Phyllo thường được bọc xung quanh nhân bánh và được quét bơ trước khi nướng. Những chiếc bánh pastry này rất mỏng manh và dễ bong tróc.
Bánh pastry nước nóng
Bánh nướng nước nóng được sử dụng cho các loại bánh mặn, chẳng hạn như bánh nướng thịt lợn, bánh nướng trò chơi và hiếm hơn là bánh nướng bít tết và bánh nhân thận. Vỏ nước nóng theo truyền thống được sử dụng để làm bánh nướng bằng tay. Nguyên liệu thường dùng là nước nóng, mỡ lợn và bột mì, bánh pastry được làm bằng cách đun cách thủy, làm tan mỡ trong này, đun sôi, cuối cùng trộn với bột năng. Điều này có thể được thực hiện bằng cách đánh bột vào hỗn hợp trong chảo, hoặc bằng cách nhào trên một tấm bánh pastry. Dù bằng cách nào, kết quả là một hỗn hợp nóng và khá dính có thể được sử dụng để nặn bằng tay: tạo hình bằng tay, đôi khi sử dụng đĩa hoặc bát làm khuôn bên trong. Khi vỏ bánh nguội đi, hình dạng của nó phần lớn được giữ lại, và nó được làm đầy và phủ một lớp vỏ, sẵn sàng để nướng. Bánh nướng tráng nước nóng bằng tay không tạo ra một lớp vỏ hoàn thiện đồng đều và gọn gàng, vì sẽ có hiện tượng chảy xệ trong quá trình nấu của chiếc bánh đầy ắp, thường được coi là nhãn hiệu của một chiếc bánh làm bằng tay.

## Định nghĩa

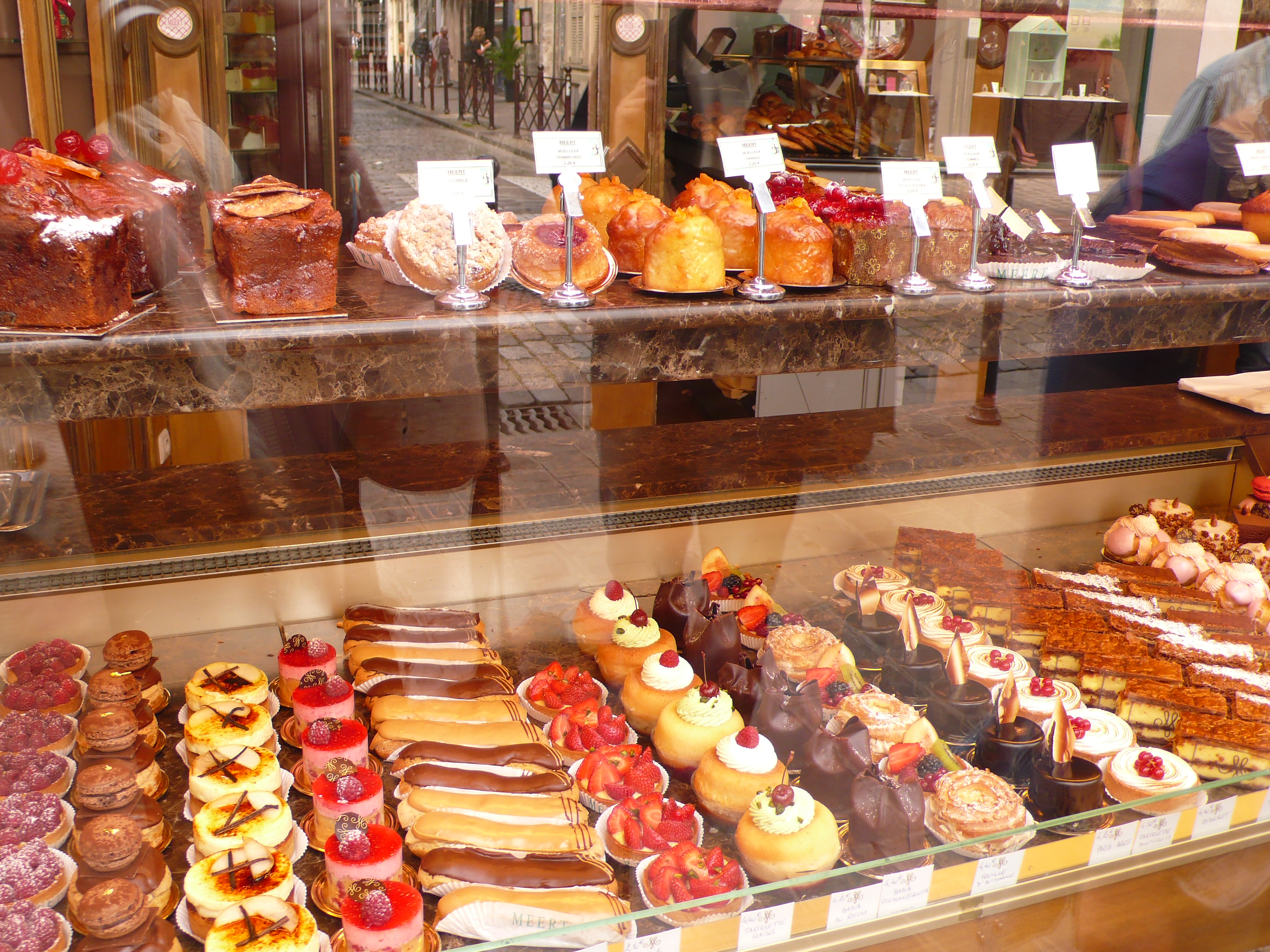
Một cửa hàng bánh pastry Pháp trưng bày

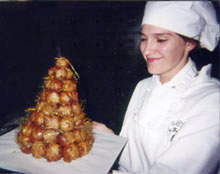
Đầu bếp bánh pastry với croquembouche

- Bánh pastry: Một loại thực phẩm được sử dụng trong các món ăn như bánh nướng hoặc bánh nướng.
- Túi hoặc túi đựng bánh pastry: Túi dùng một lần hoặc tái sử dụng thường có dạng hình nón, được sử dụng để tạo thành một dòng đều bột, tạo bọt hoặc chất tạo hương vị để tạo cấu trúc, trang trí cho món nướng hoặc lấp đầy bánh pastry bằng sữa trứng, kem, thạch hoặc Khay làm bánh pastry: Một cái khay hình vuông hoặc hình thuôn dài, tốt nhất là đá cẩm thạch nhưng thường là gỗ, trên đó cán bánh pastry.
- Máy cán bánh pastry: Con lăn quay ngược chiều và quay ngược chiều với khoảng cách thay đổi qua đó bánh pastry có thể làm việc và giảm độ dày để sản xuất thương mại. Một phiên bản nhỏ được sử dụng trong nước để sản xuất mì ống.
- Hộp đựng bánh Pastry: An chưa nấu chín hoặc mù nướng đựng bánh pastry sử dụng để giữ hỗn hợp mặn hoặc ngọt.
- Kem bánh pastry: Bánh kẹo sữa trứng. Một loại sữa trứng đặc làm từ bột mì và trứng được làm từ sữa có đường có vị vani. Theo truyền thống, nó được sử dụng làm nhân cho chảo, bánh pastry, bánh pastry, bánh tart, v.v. Bột giúp trứng không bị đông lại.
- Dao cắt bánh pastry: Các đường viền bằng kim loại hoặc nhựa khác nhau, ví dụ như hình tròn, hình tròn gấp mép, kim cương, bánh gừng, v.v., được mài sắc ở một hoặc cả hai mặt và được sử dụng để cắt các hình dạng tương ứng từ hỗn hợp bánh quy, bánh nướng, bánh pastry hoặc bánh pastry.[13]
- Máy xay bánh pastry: Dụng cụ nhà bếp dùng để cắt nhỏ chất béo thành bột, giúp ngăn chặn sự tan chảy của chất béo bằng nhiệt cơ thể từ các ngón tay và cải thiện khả năng kiểm soát kích thước của các khối chất béo. Thường được làm bằng dây hoặc nhựa, với nhiều dây hoặc lưỡi dao nhỏ được kết nối với một tay cầm.
- Viennoiserie: Thuật ngữ tiếng Pháp cho "bánh pastry Vienna", mặc dù về mặt kỹ thuật, nó phải được làm bằng men,[14] hiện nay thường được sử dụng như một thuật ngữ cho nhiều loại bánh pastry nhiều lớp, phồng và choux, bao gồm bánh sừng bò, bánh pastry và bánh đau au sôcôla. [15]

## Hóa học
Các loại bánh pastry khác nhau được làm bằng cách sử dụng các đặc tính tự nhiên của bột mì và một số chất béo nhất định. Khi bột mì được trộn với nước và nhào thành bột nhão, nó sẽ tạo ra các sợi gluten, là chất làm cho bánh mì trở nên dai và đàn hồi. Tuy nhiên, trong một loại bánh pastry điển hình, độ dai này là không mong muốn, vì vậy chất béo hoặc dầu được thêm vào để làm chậm sự phát triển của gluten. Bột bánh pastry cũng có thể được sử dụng, vì nó thường có hàm lượng protein thấp hơn bột mì đa dụng hoặc bột bánh mì.
Mỡ lợn có tác dụng tốt vì chúng có cấu trúc tinh thể thô nên rất hiệu quả. Sử dụng bơ chưa phân hóa sẽ không hiệu quả vì chứa nhiều nước; bơ đã được làm sạch, hoặc ghee, hầu như không chứa nước, thì tốt hơn, nhưng bánh pastry đế ngắn chỉ sử dụng bơ có thể có kết cấu kém hơn. Nếu chất béo được nấu chảy bằng nước nóng hoặc nếu sử dụng dầu lỏng, lớp dầu mỏng giữa các hạt sẽ ít gây trở ngại hơn cho việc hình thành gluten và kết quả là bánh pastry sẽ dai hơn.

## Lịch sử

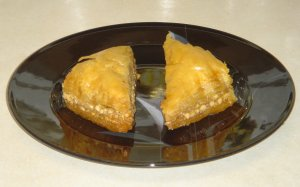
Bánh baklava Địa Trung Hải điển hình, một loại bánh pastry bằng bột phyllo được làm ngọt với các loại hạt và mật ong

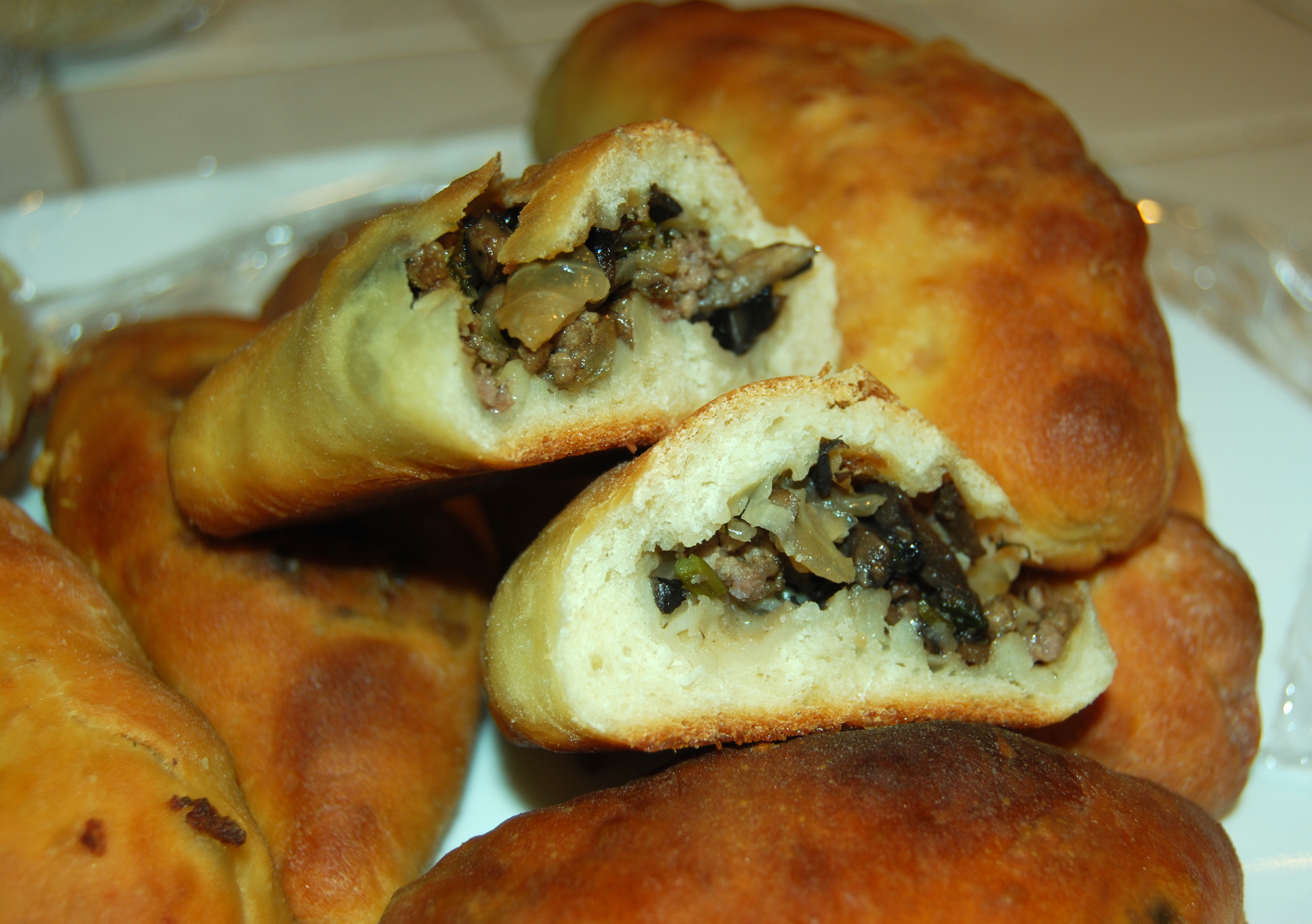
Pirozhki của Nga

Truyền thống làm bánh pastry của người Châu Âu thường bắt nguồn từ thời kỳ đế bánh ngắn của bột nhào được sử dụng trên khắp Địa Trung Hải trong thời cổ đại. Ở Địa Trung Hải cổ đại, người La Mã, Hy Lạp và Phoenicia đều có bánh pastry kiểu filo trong truyền thống ẩm thực của họ. Trong các vở kịch của Aristophanes, được viết vào thế kỷ thứ 5 trước Công nguyên, có đề cập đến các loại bánh pastry, bao gồm các loại bánh pastry nhỏ chứa đầy trái cây. Ẩm thực La Mã sử dụng bột mì, dầu và nước để làm bánh pastry được dùng để phủ lên thịt và gà trong khi nướng để giữ nước trái cây, nhưng bánh pastry không dùng để ăn. Một loại bánh pastry để ăn là một loại bánh pastry phong phú hơn được làm thành những chiếc bánh pastry nhỏ có chứa trứng hoặc chim nhỏ và thường được phục vụ trong các bữa tiệc. Cả người Hy Lạp và người La Mã đều gặp khó khăn trong việc tạo ra một chiếc bánh pastry ngon vì họ sử dụng dầu trong quá trình nấu ăn, và dầu làm cho bánh pastry mất độ cứng.
Trong ẩm thực thời Trung cổ của Bắc Âu, các đầu bếp bánh pastry đã có thể tạo ra những chiếc bánh pastry đẹp và cứng vì họ được nấu bằng shortening và bơ. Một số danh sách nguyên liệu không đầy đủ đã được tìm thấy trong sách dạy nấu ăn thời trung cổ, nhưng không có phiên bản đầy đủ, chi tiết. Có những loại bánh pastry cứng, rỗng được gọi là quan tài hoặc ' bột nhão ', chỉ được ăn bởi những người hầu cận và có thêm một lớp men lòng đỏ trứng để giúp họ thưởng thức thú vị hơn. bánh pastry thời trung cổ còn có cả bánh tét nhỏ để thêm phần phong phú.
Mãi đến khoảng giữa thế kỷ 16, các công thức làm bánh pastry thực tế mới bắt đầu xuất hiện. Những công thức này đã được áp dụng và điều chỉnh theo thời gian ở các quốc gia châu Âu khác nhau, dẫn đến vô số truyền thống bánh pastry được biết đến trong khu vực, từ " pastéis de nata " của tiếng Bồ Đào Nha ở phía tây đến " pirozhki " của Nga ở phía đông. Việc sử dụng sô cô la trong sản xuất bánh pastry ở phương Tây, rất phổ biến ngày nay, chỉ nảy sinh sau khi các thương nhân Tây Ban Nha và Bồ Đào Nha mang sô cô la đến châu Âu từ Thế giới mới bắt đầu từ thế kỷ 16. Nhiều sử gia ẩm thực coi đầu bếp bánh pastry người Pháp Antonin Carême (1784–1833) là bậc thầy vĩ đại đầu tiên về nghề làm bánh pastry trong thời hiện đại.
Làm bánh pastry có một truyền thống mạnh mẽ ở nhiều nơi ở Châu Á. bánh pastry Trung Quốc được làm từ gạo, hoặc các loại bột khác nhau, với trái cây, nhân đậu ngọt hoặc nhân vừng. Bánh trung thu là một phần của truyền thống Tết Trung thu của Trung Quốc, trong khi chả bao, bánh thịt lợn hấp hoặc nướng, là một món trong thực đơn món dim sum mặn thường thấy. Vào thế kỷ 19, người Anh đã mang bánh pastry kiểu phương Tây đến vùng viễn đông, mặc dù Maxim chịu ảnh hưởng của Pháp vào những năm 1950 đã làm cho bánh pastry phương Tây trở nên phổ biến ở các vùng nói tiếng Hoa, bắt đầu từ Hồng Kông. Thuật ngữ "bánh tây" (西餅) được sử dụng để chỉ bánh pastry phương Tây, nếu không thì bánh pastry Trung Quốc được cho là. Các quốc gia châu Á khác như Hàn Quốc chuẩn bị các loại bánh pastry truyền thống như tteok, hangwa, và yaksik với bột mì, gạo, trái cây và các nguyên liệu đặc trưng của vùng để tạo thành món tráng miệng độc đáo. Nhật Bản cũng có các loại bánh pastry chuyên dụng được gọi là mochi và manjū. Các loại bánh pastry có nguồn gốc từ châu Á rõ ràng khác biệt với các loại bánh có nguồn gốc từ phương Tây, thường ngọt hơn nhiều.

## Đầu bếp bánh pastry
Các đầu bếp bánh pastry sử dụng sự kết hợp giữa khả năng nấu nướng và sự sáng tạo để nướng, trang trí và tạo hương vị cho các nguyên liệu. Nhiều món nướng đòi hỏi nhiều thời gian và sự tập trung. Trình bày là một khía cạnh quan trọng của việc chuẩn bị bánh pastry và món tráng miệng. Công việc thường đòi hỏi nhiều về thể chất, đòi hỏi sự chú ý đến từng chi tiết và thời gian dài. Các đầu bếp bánh pastry cũng chịu trách nhiệm tạo ra các công thức mới để đưa vào thực đơn, và họ làm việc trong các nhà hàng, quán ăn nhỏ, khách sạn lớn, sòng bạc và tiệm bánh. Nướng bánh pastry thường được thực hiện ở một khu vực hơi tách biệt với bếp chính. Phần bếp này phụ trách làm bánh pastry, món tráng miệng và các món nướng khác.

## Bộ sưu tập

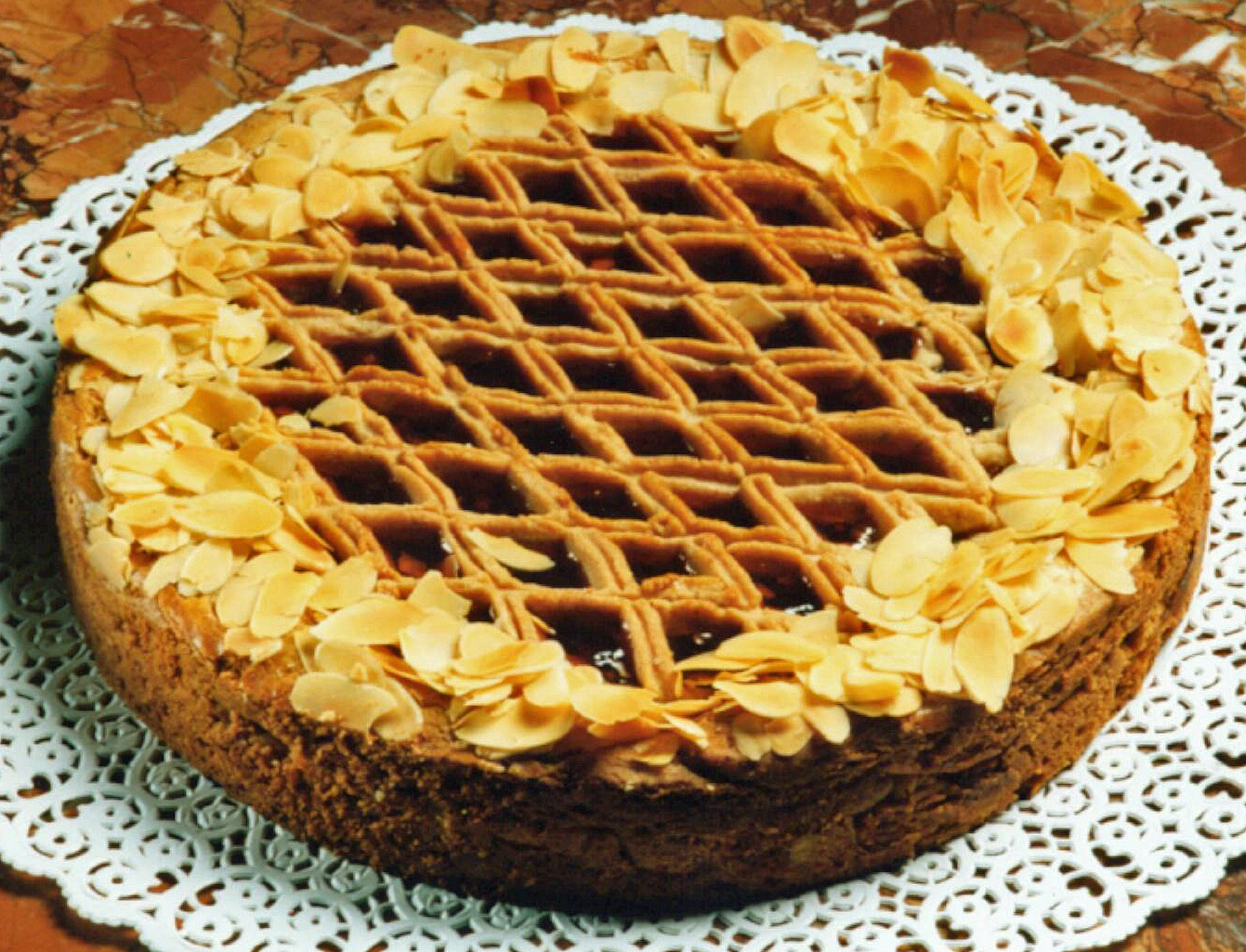
Một torte Linzer
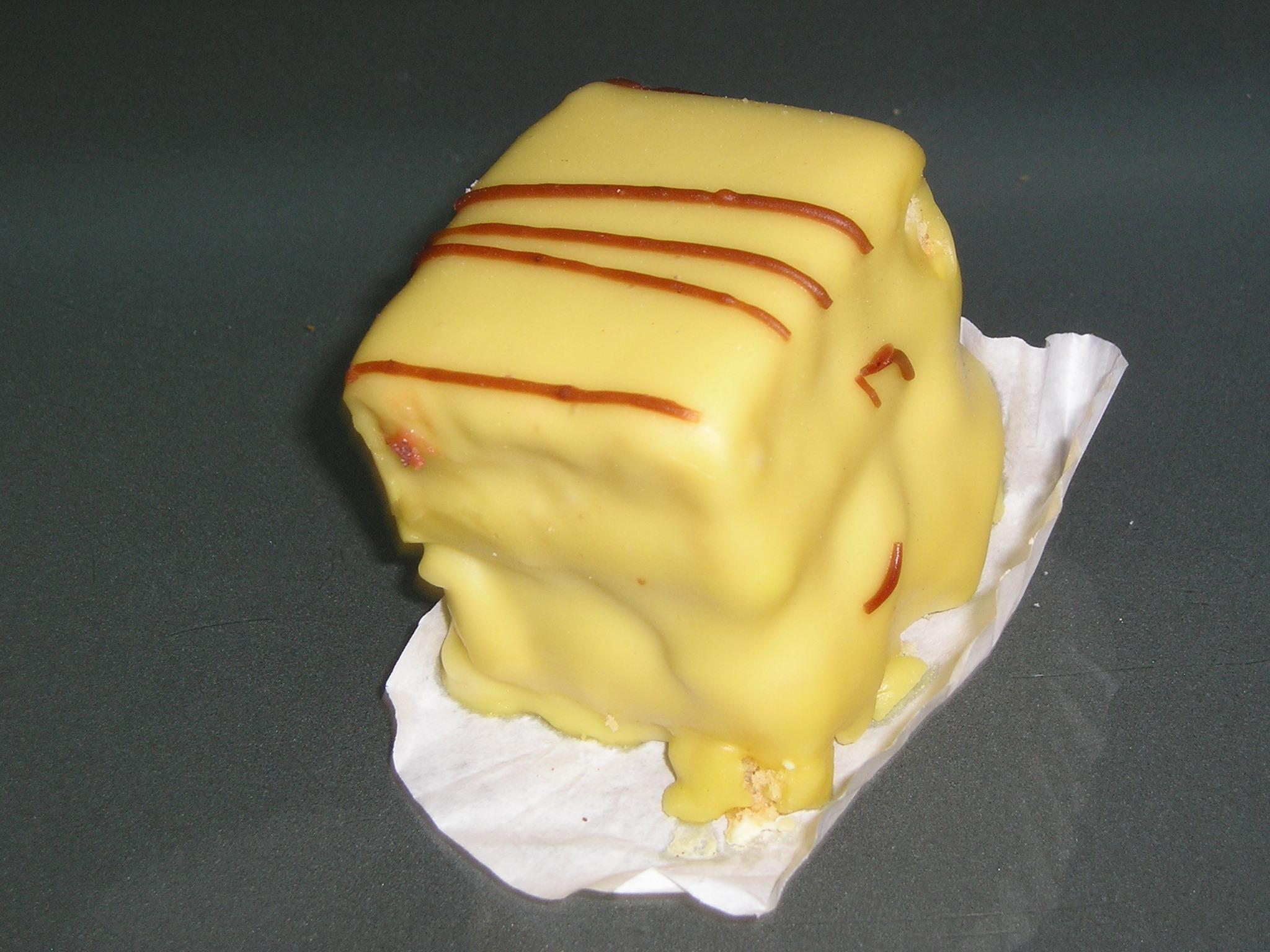
Một petit bốn
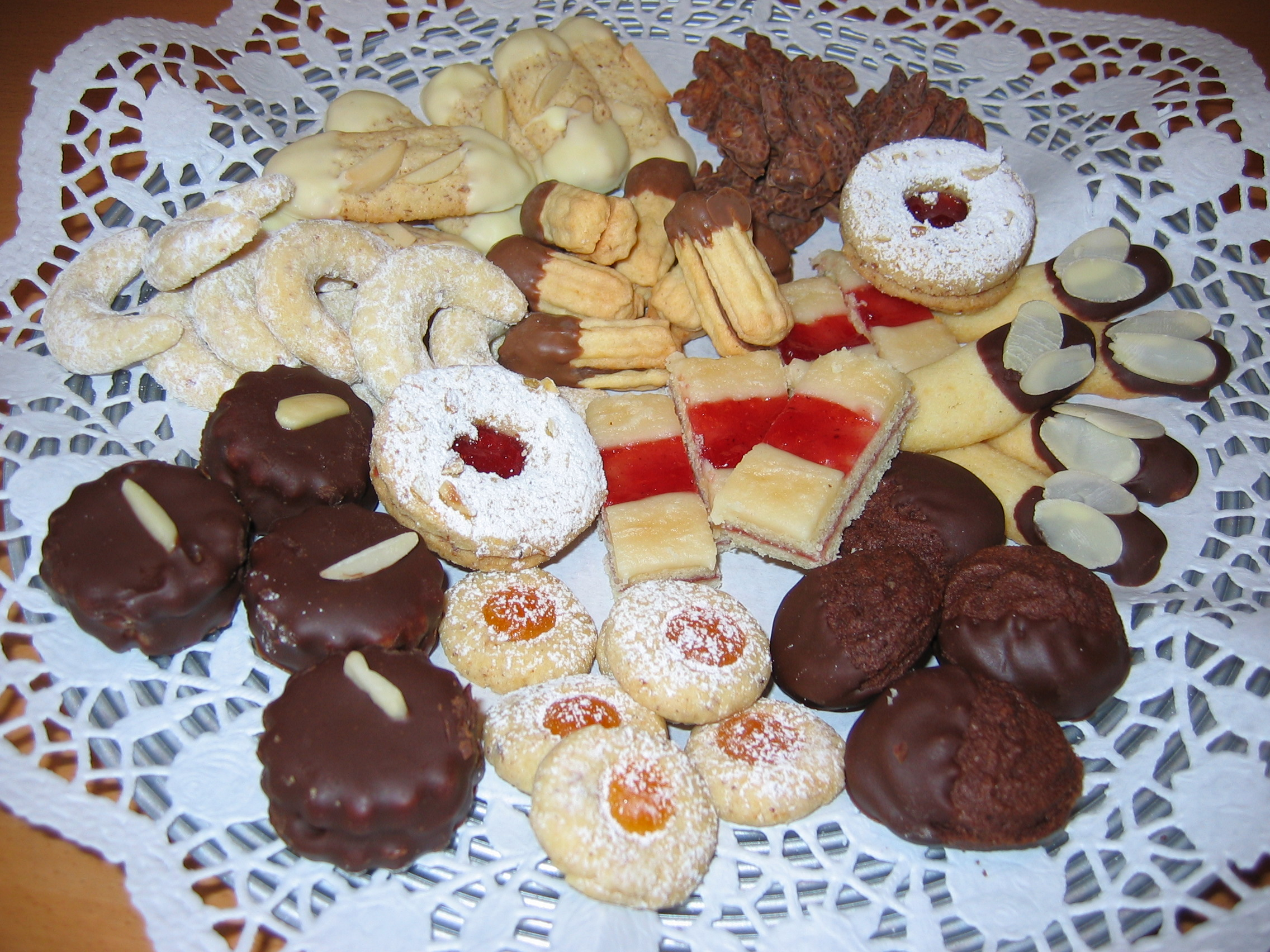
Các loại bánh quy (còn được gọi là bánh quy ở một số khu vực)
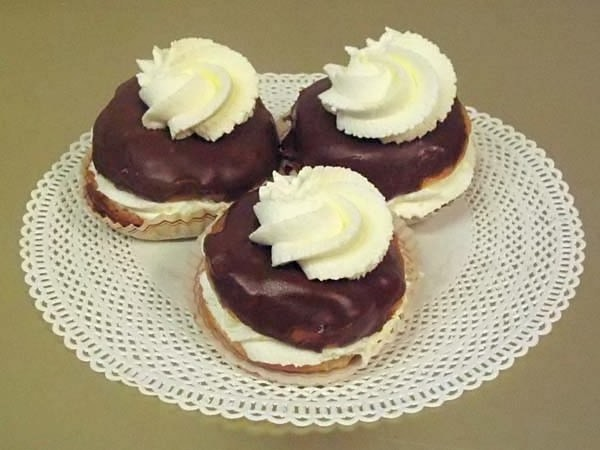
Bánh su kem, Moorkoppen Hà Lan
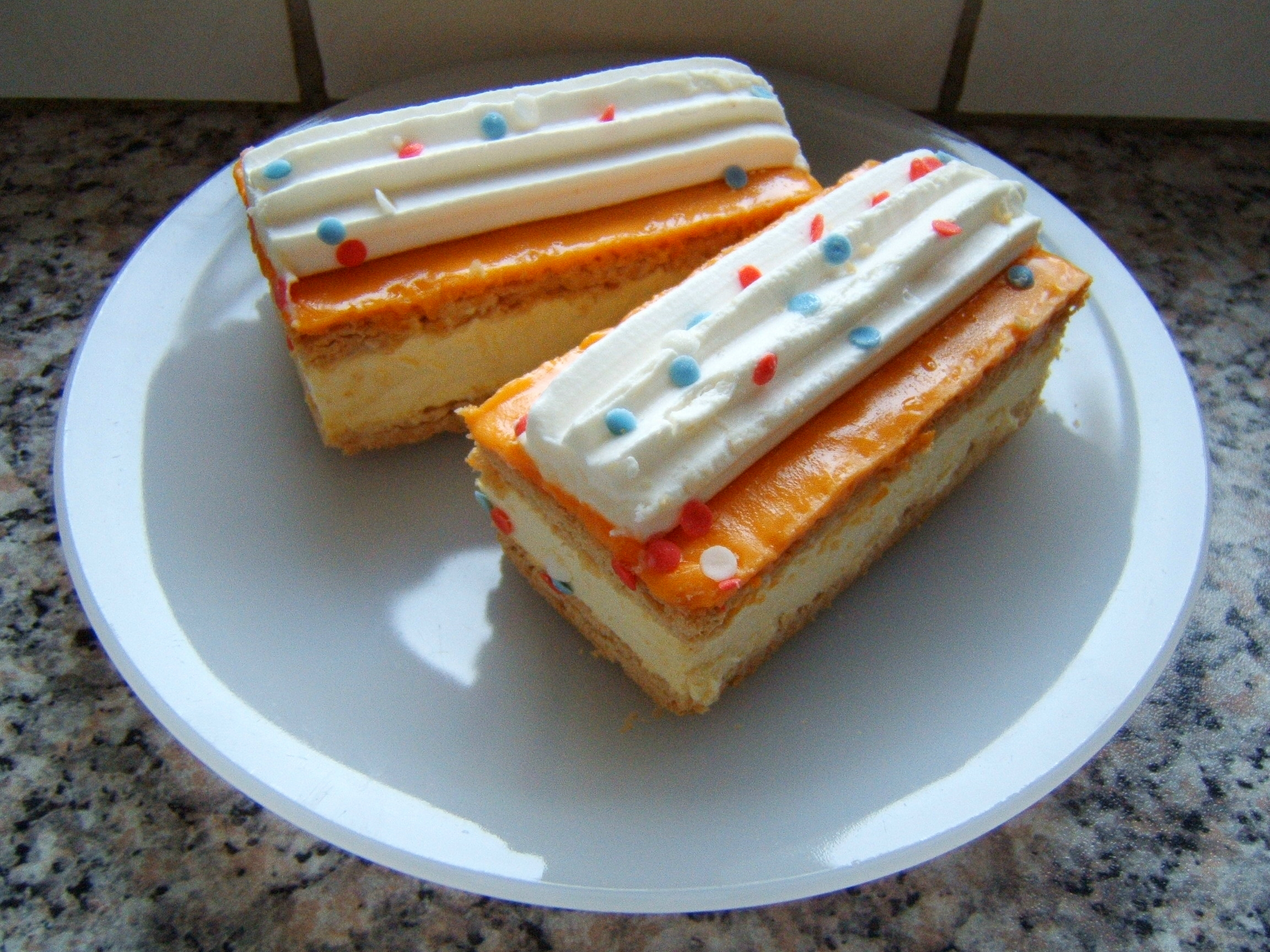
Tompouce, một loại bánh ngọt của Hà Lan và Bỉ
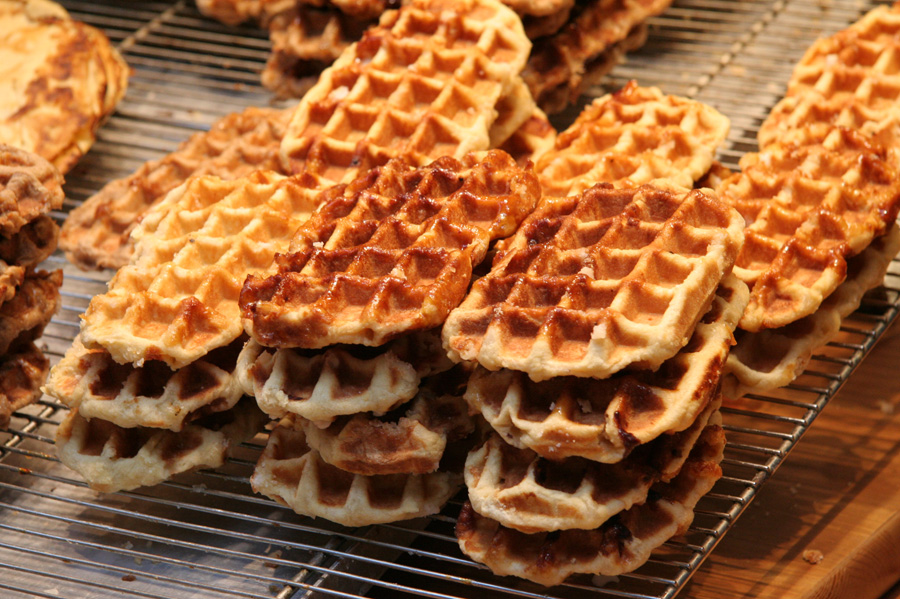
Bánh quế kiểu Liège
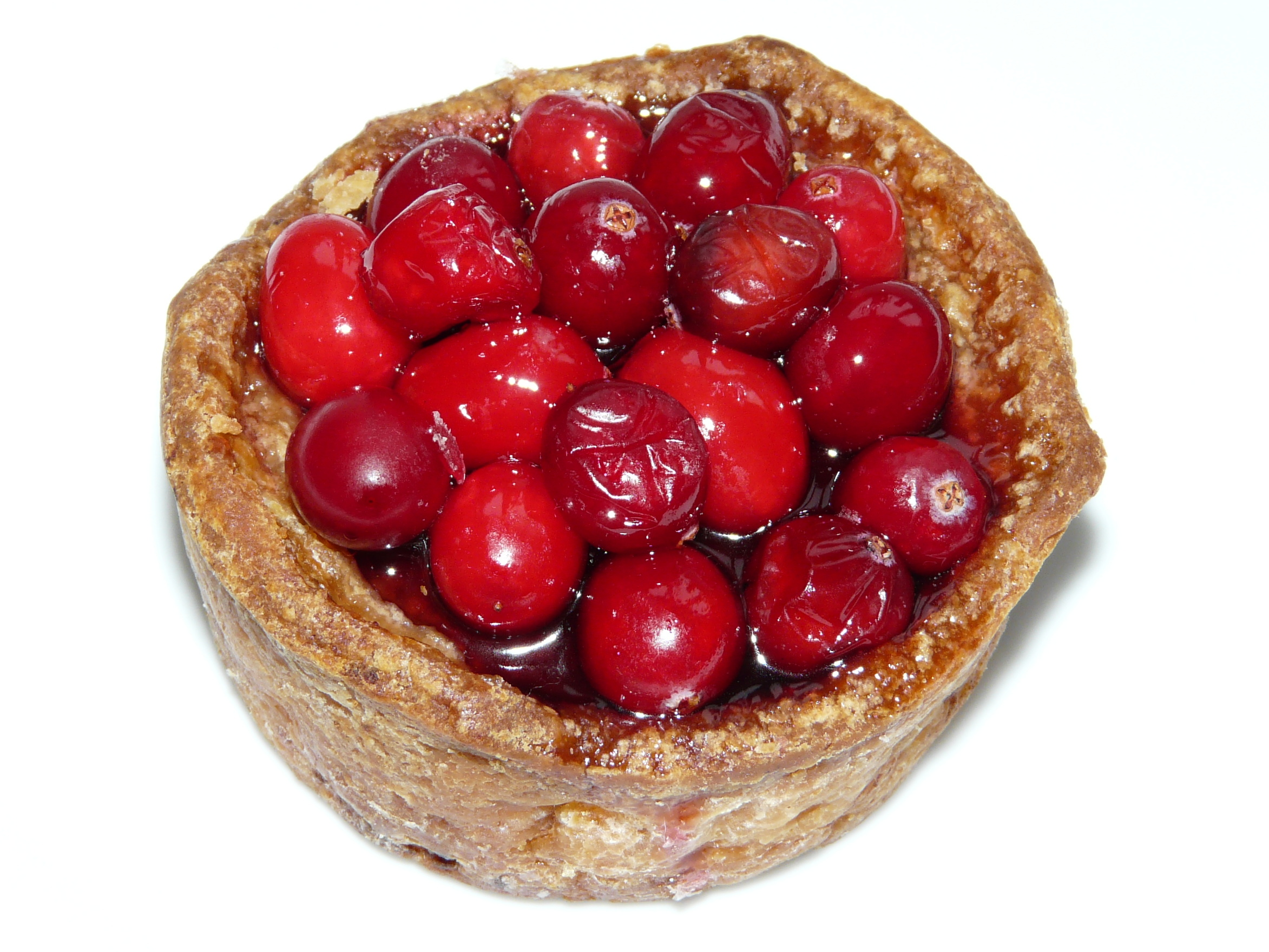
Bánh thịt lợn kiểu Anh phủ quả lý chua đỏ
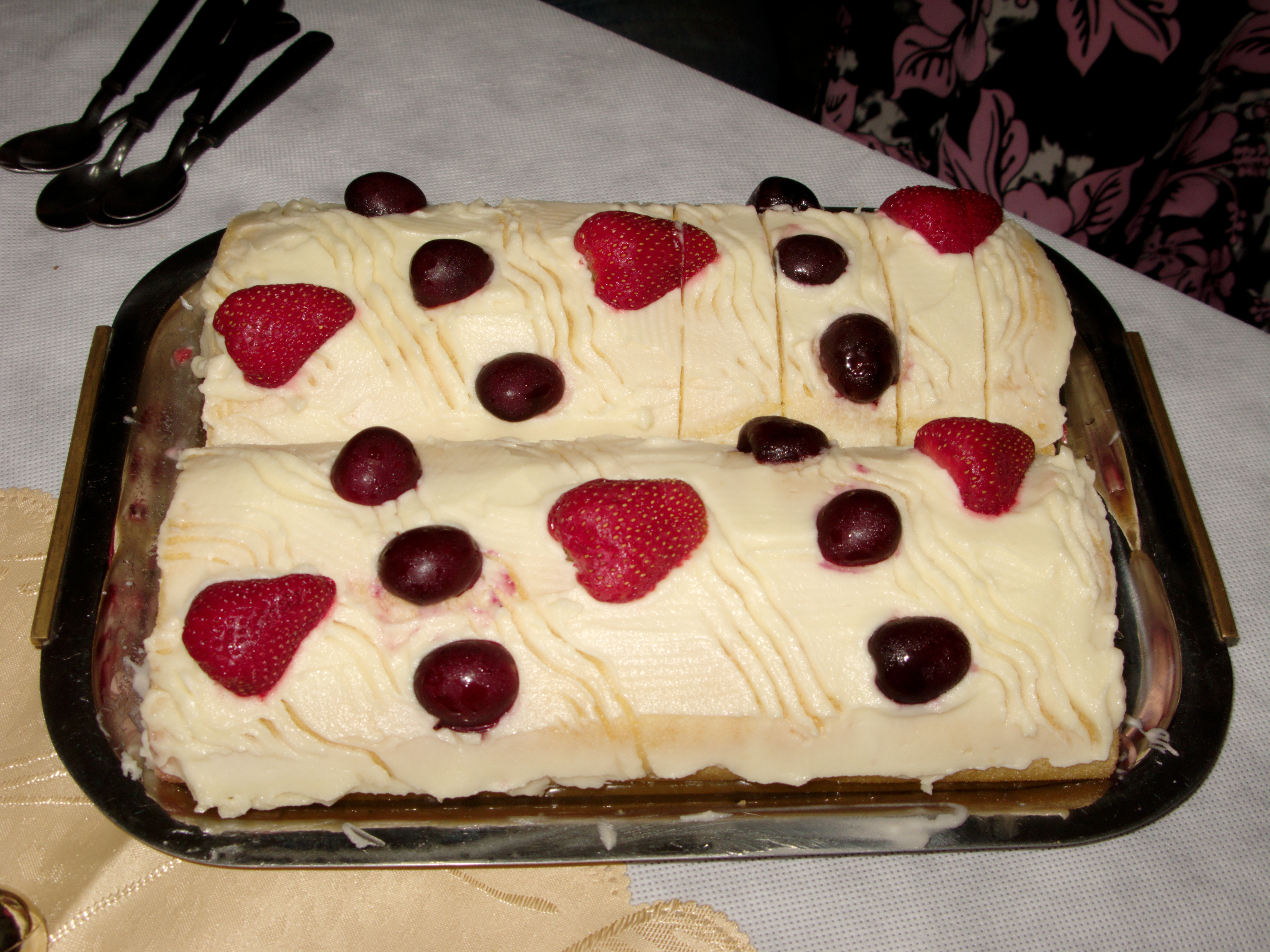
Pionono ngọt Argentina
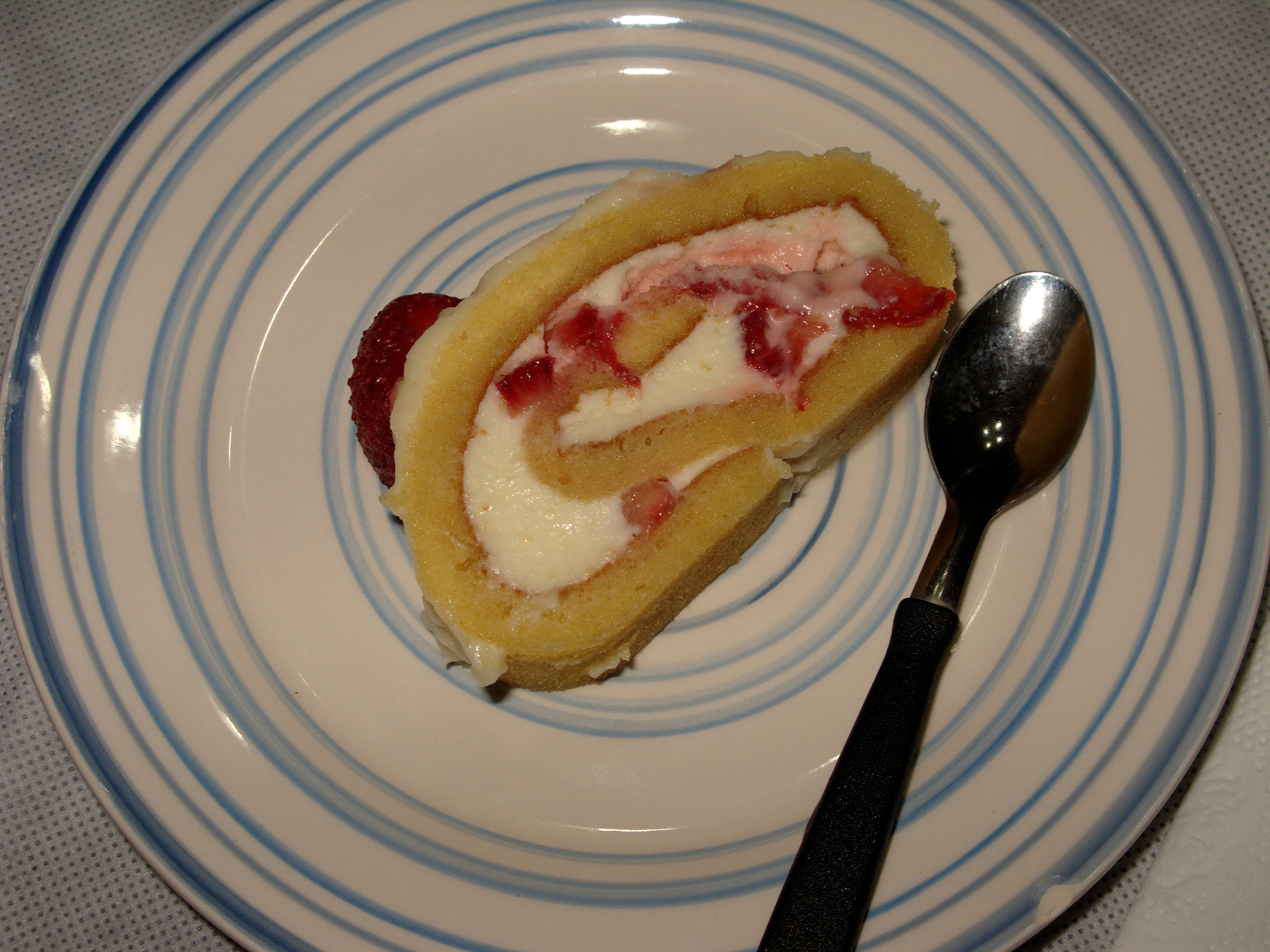
Miếng pionono ngọt kiểu Argentina
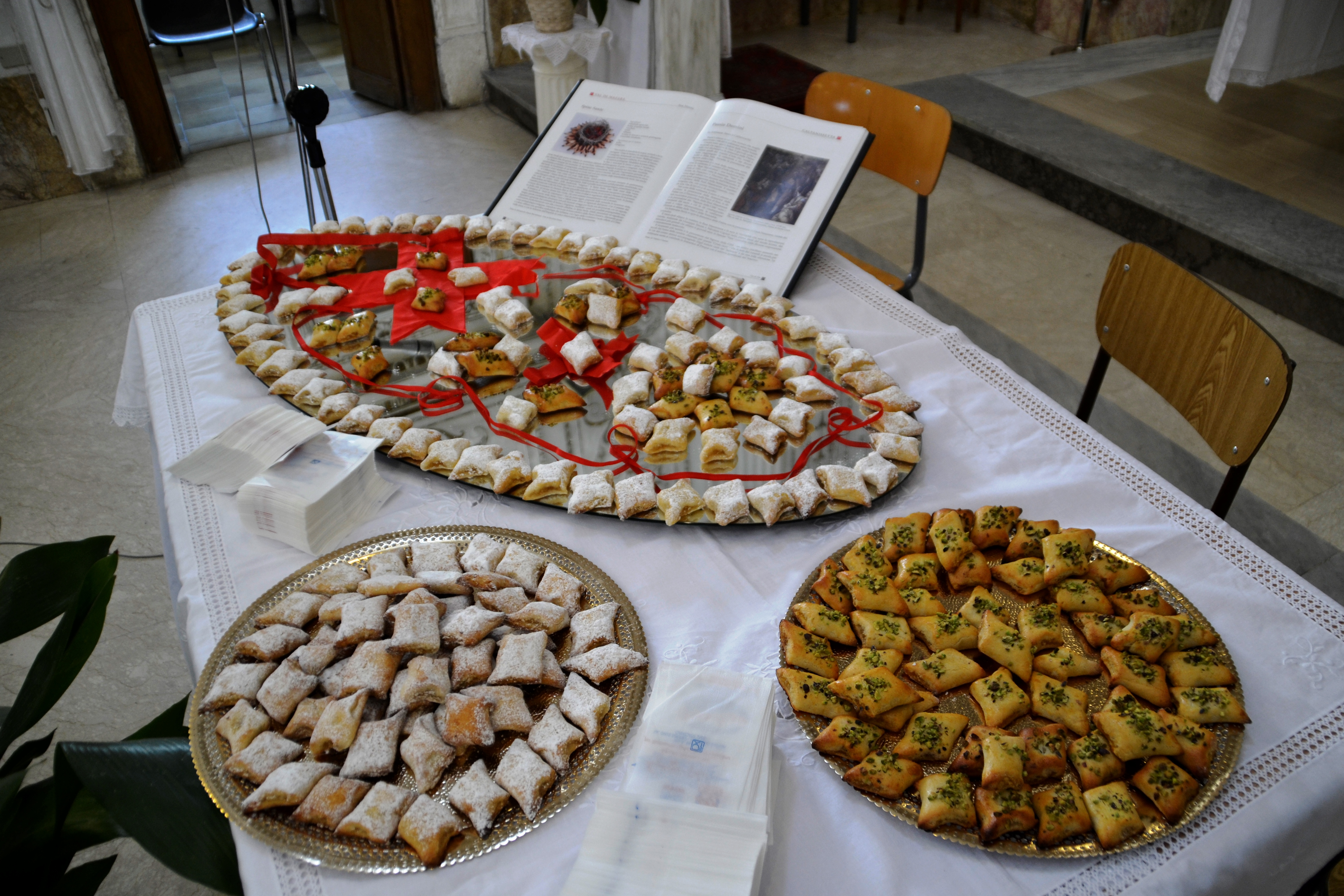
Crocetta của Caltanissetta chanh, trái và cam, phải
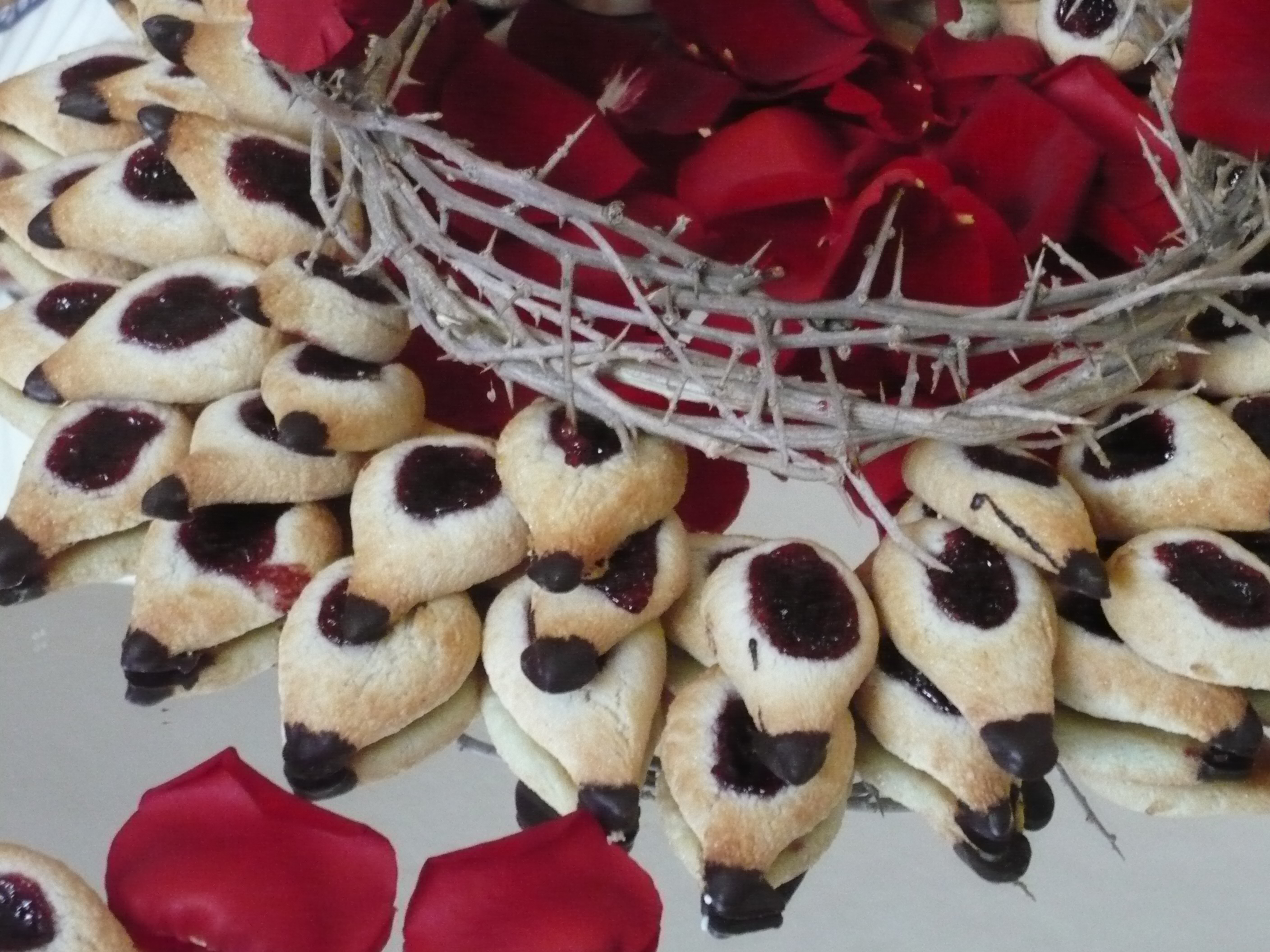
Spina santa của Caltanissetta
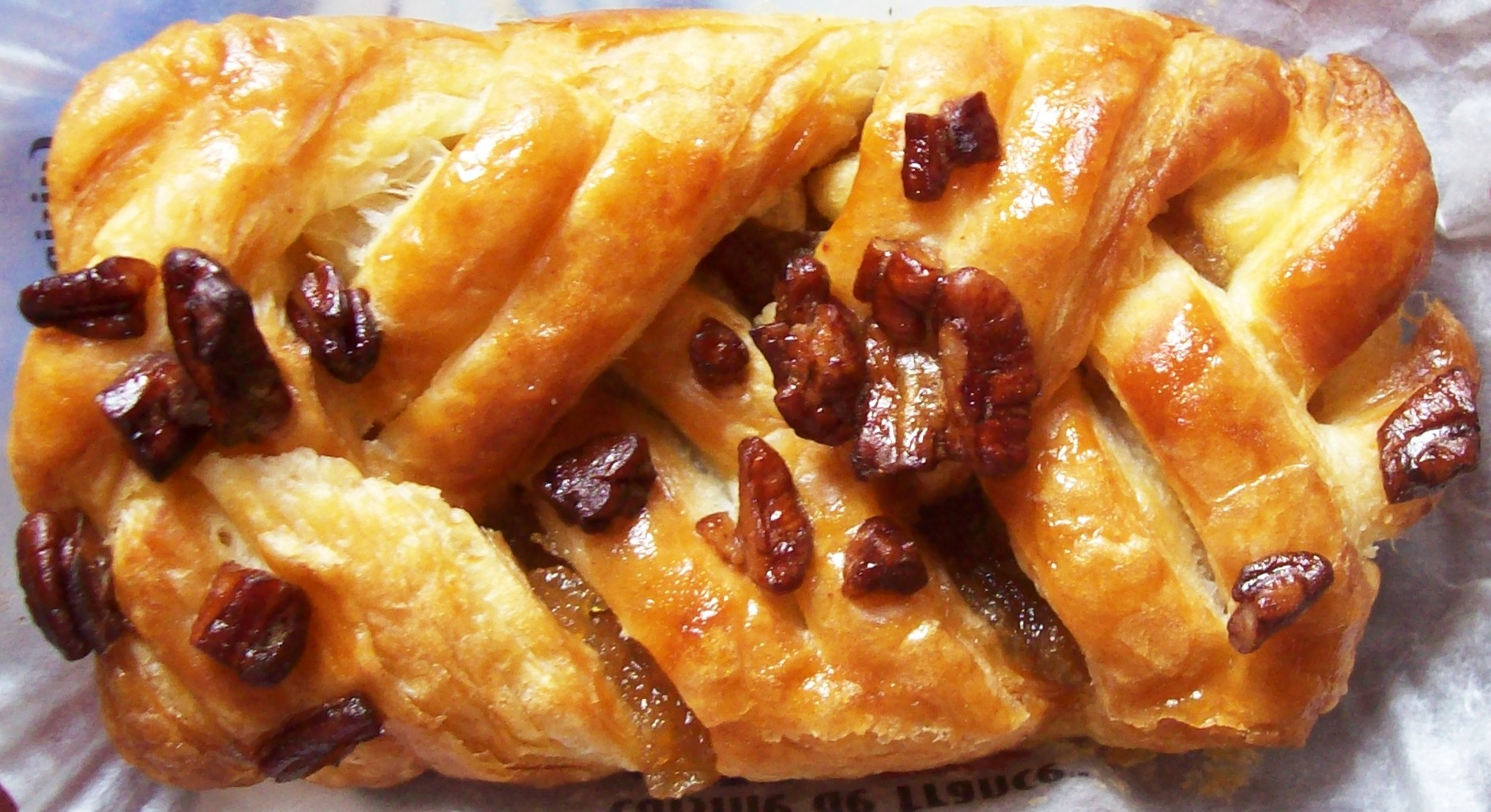
Pecan và maple bánh ngọt Đan Mạch, một loại bánh phồng
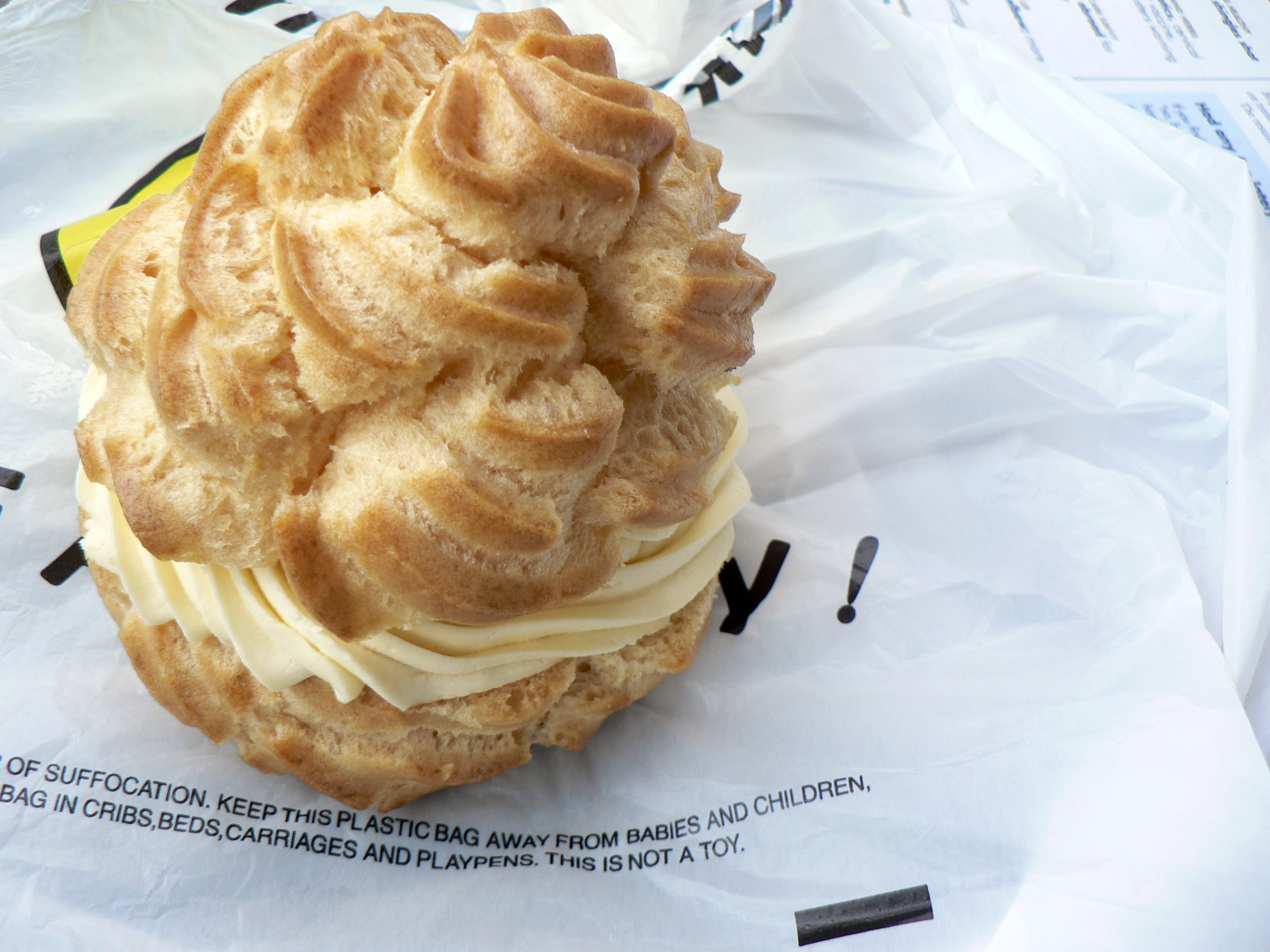
Profiterole hoặc kem phủ, một loại bánh ngọt choux
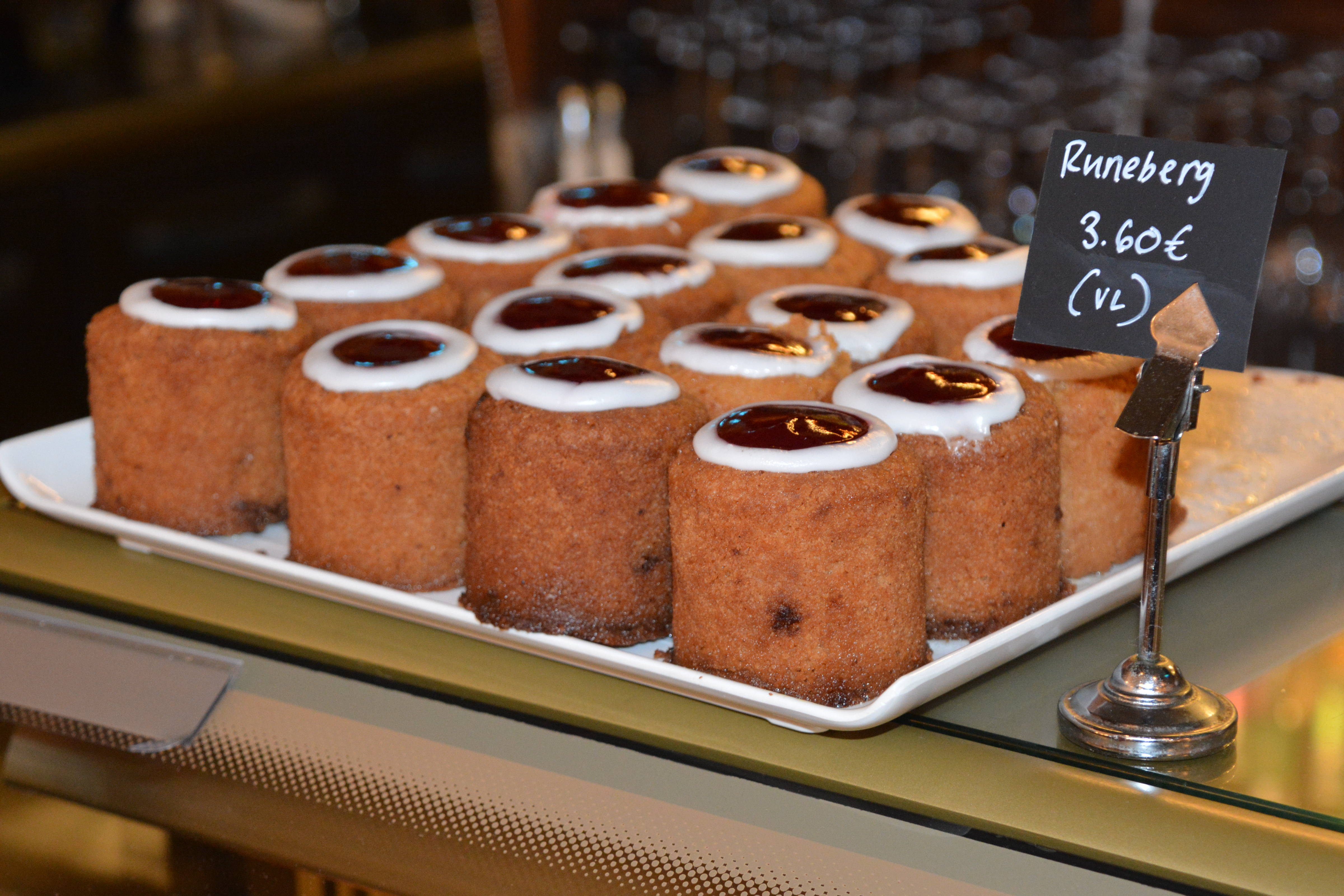
Runeberg torte, một loại bánh ngọt truyền thống của Phần Lan có hương vị với hạnh nhân và rượu vang (hoặc rượu rum)
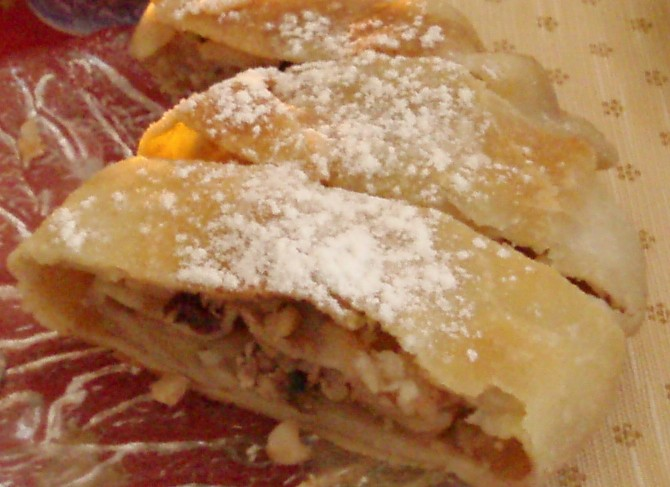
Strudel, một loại bánh ngọt phyllo
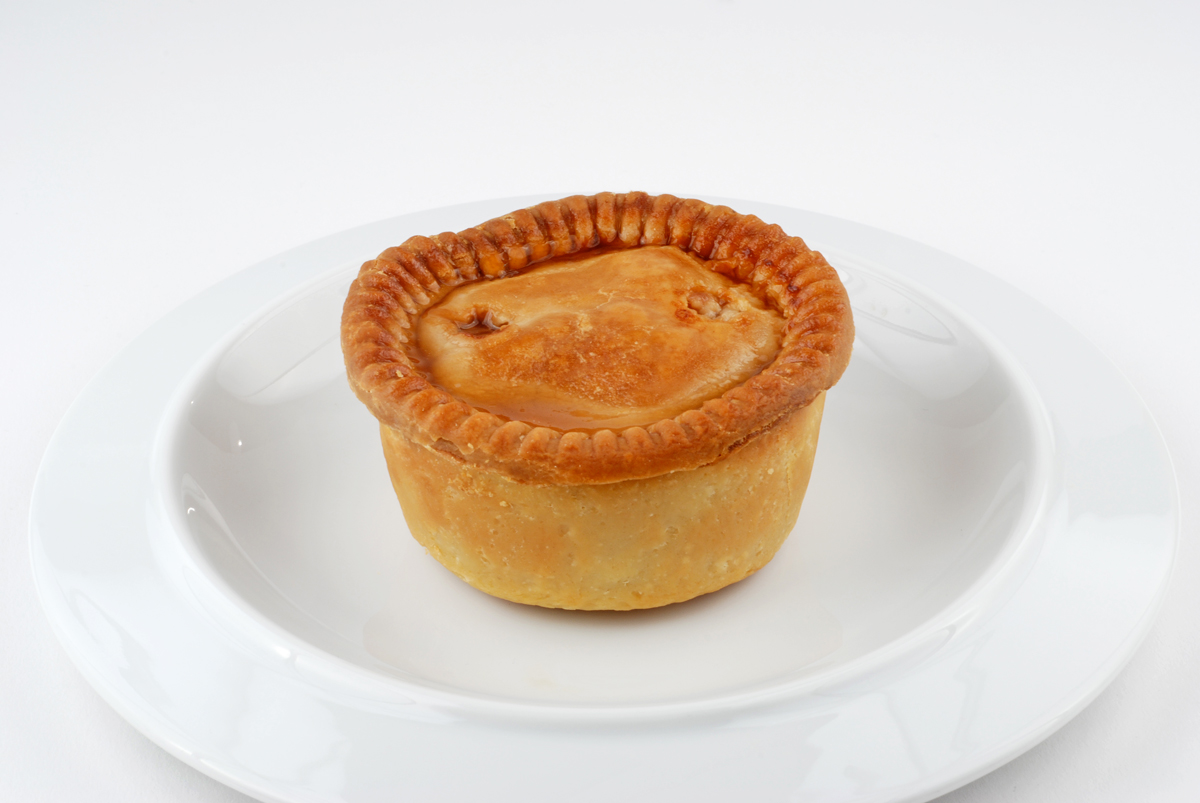
Bánh giò trên đĩa
- Pha chế món sữa trứng bougatsa trong một quán cà phê ở Athens
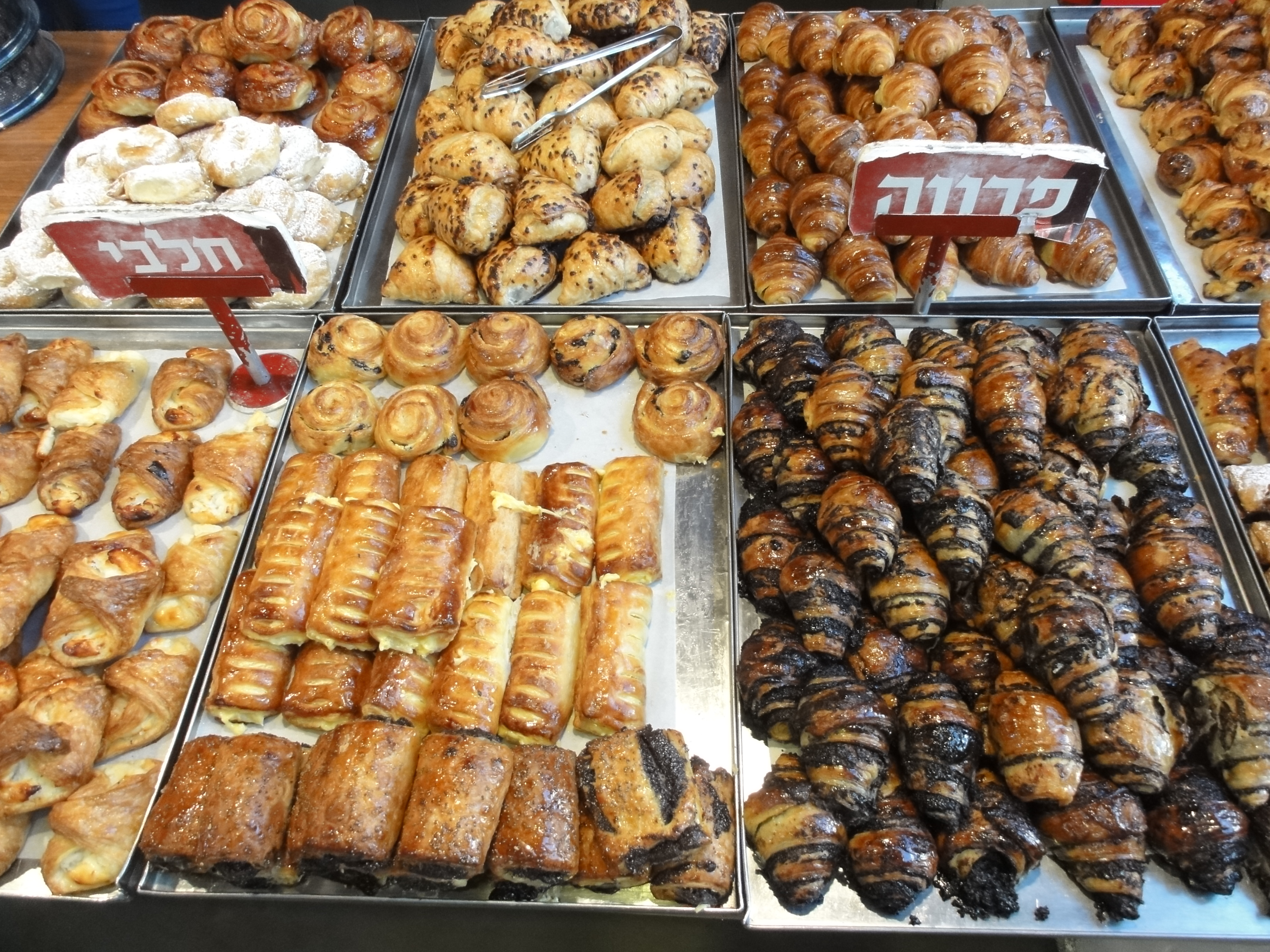
Bánh ngọt của Israel như rugelach
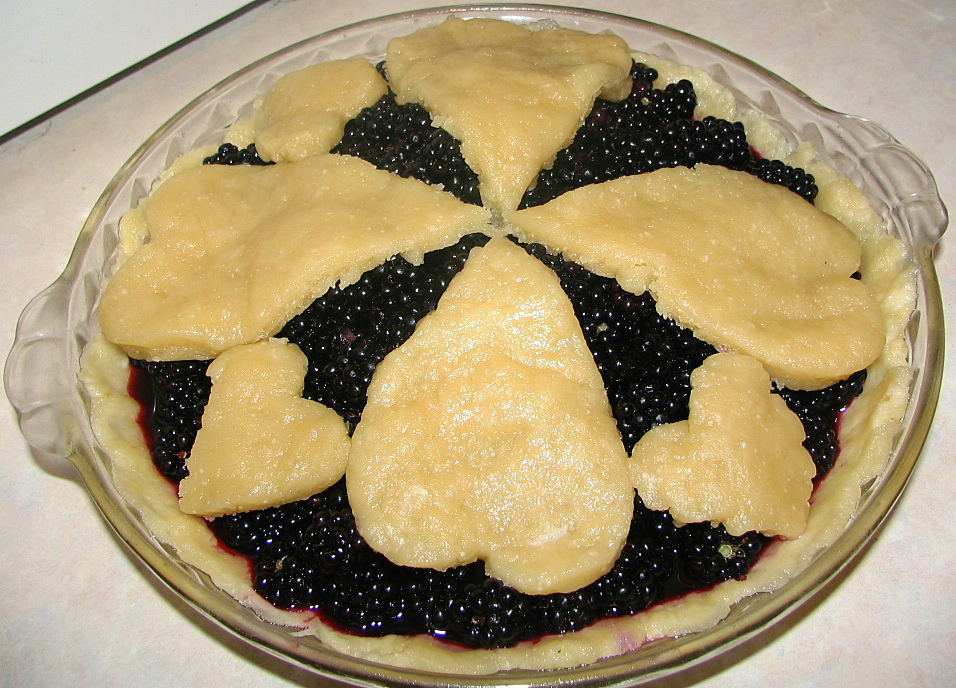
Blackberry pie làm bằng vỏ bánh ngọt

## Liên kết ngoại
- "bánh pastry"  –    mục nhập tại Encyclopædia Britannica